# Андрієвка (Кугарчинський район)
Андрі́євка (рос. Андреевка, башк. Андреевка) — присілок у складі Кугарчинського району Башкортостану, Росія. Входить до складу Заріченської сільської ради.
Населення — 17 осіб (2010; 20 в 2002).
Національний склад:
- росіяни — 95%

## Відомі особистості
В поселенні народився:
- Бекетов Василь Семенович (1924—1991) — радянський вояк.